# Philipp Weber
Philipp Weber (Schönebeck, 15 de septiembre de 1992) es un jugador de balonmano alemán que juega de lateral izquierdo en el SC Magdeburg. Es internacional con la selección de balonmano de Alemania.
Weber debutó con la selección el 3 de enero de 2017 frente a la selección de balonmano de Rumania.
Fue el máximo goleador de la Bundesliga de balonmano 2016-17 con 224 goles.

## Palmarés

### Magdeburg
- Liga de Alemania de balonmano (2): 2022, 2024
- Copa de Alemania de balonmano (1): 2024
- Campeonato Mundial de Clubes de Balonmano (3): 2021, 2022, 2023
- Liga de Campeones de la EHF (1): 2023, 2025

## Clubes
- SC Magdeburg (2010-2013)
- SC DHFK Leipzig (2013-2016)
- HSG Wetzlar (2016-2017)
- SC DHFK Leipzig (2017-2021)
- SC Magdeburg (2021- )